# Chant après chant

Chant après chant pour six percussionnistes, voix et piano, est une œuvre composée par Jean Barraqué en 1966.

## Histoire
Chant après chant est une commande de l'ensemble Les Percussions de Strasbourg en 1966. Comme pour Le Temps restitué et ...au-delà du hasard, l'œuvre se fonde sur un texte extrait de La Mort de Virgile de Hermann Broch. Jean Barraqué a inséré des phrases de sa main entre les citations du roman. L'œuvre est dédiée à Madame Edouard Blivet, le manuscrit à Maria et Michel Bernstein.
Elle est créée par les Percussions de Strasbourg le 23 juin 1966 au théâtre de la ville de Strasbourg, avec la soprano Berthe Kal et André Krust au piano, sous la direction de Charles Bruck.
Après avoir entendu son exécution, Jean Barraqué s'est confié sur cette œuvre dans sa correspondance :

« Partition que je rêvais austère, dure, violente, somptueuse. [...] Enfin l'œuvre que je devais à la Mer, à mon pays. La partie vocale [...] étreignante. Une œuvre stricte, pure, agitée, avare de son expression. »

## Analyse
Dans la notice de l'œuvre, Barraqué en souligne le caractère sériel :

« Une « famille » de timbres considérés comme de véritables agents moteurs […] permet, malgré le voisinage de sons déterminés et de sons indéterminés, une articulation de nature sérielle sur le plan polyphonique.
La partition, traversée par une série de cellules rythmiques variées, mélange ou juxtapose, à travers ses dix-sept parties, des périodes d'exposés, de variations, de commentaires, de reconsidérations et de prélèvements. »

## Discographie
- Josephine Nendick, Noël Lee, Ensemble Prisma, les Percussions de Copenhague, dirigés par Tamás Vető (1969, Valois)
- Claudia Barainsky et le Klangforum Wien dirigé par Peter Rundel (1998, CPO)